# Schnallentor

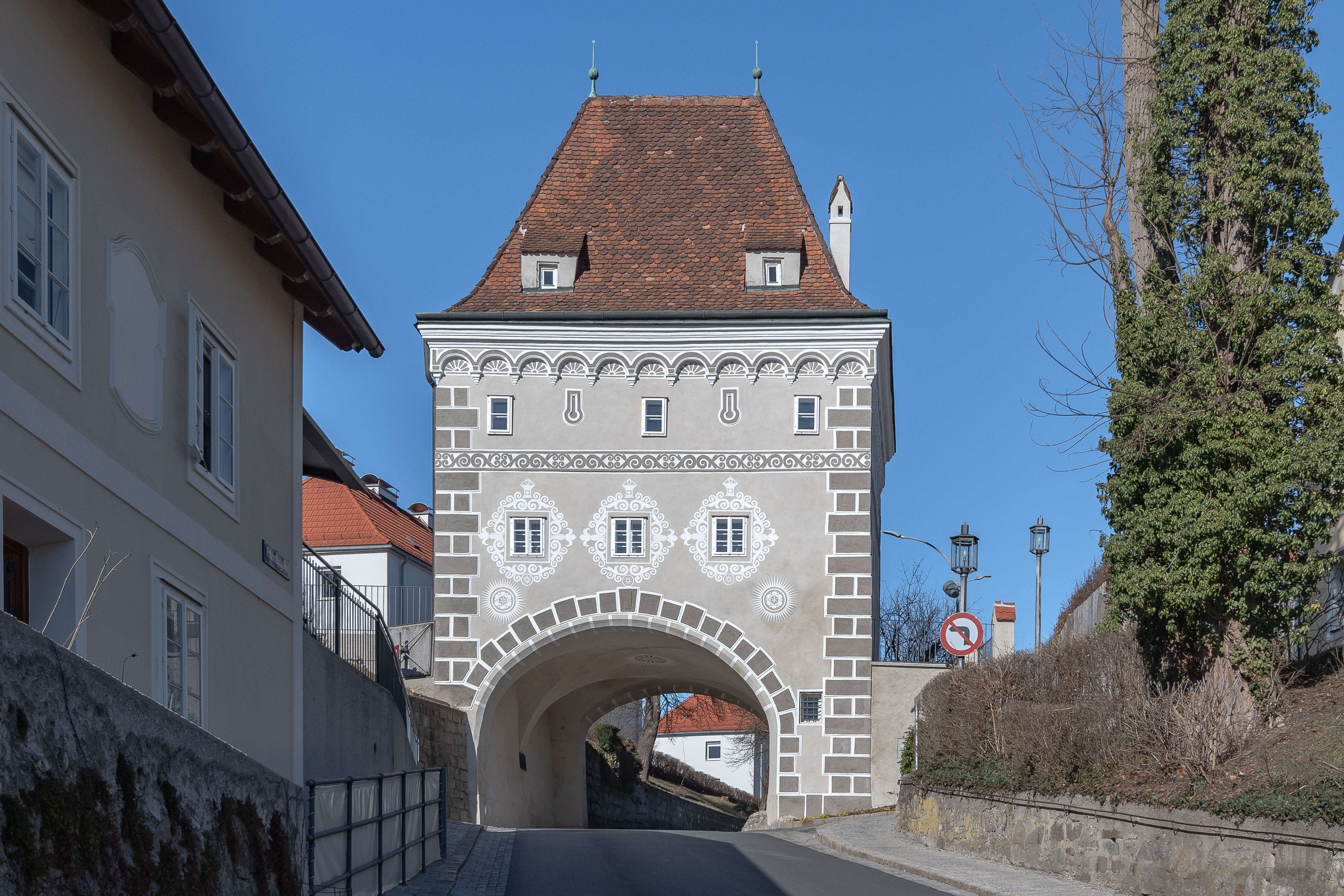
Südfassade des Schnallentors vom Schnallenberg (Gleinker Gasse) aus gesehen (2019)

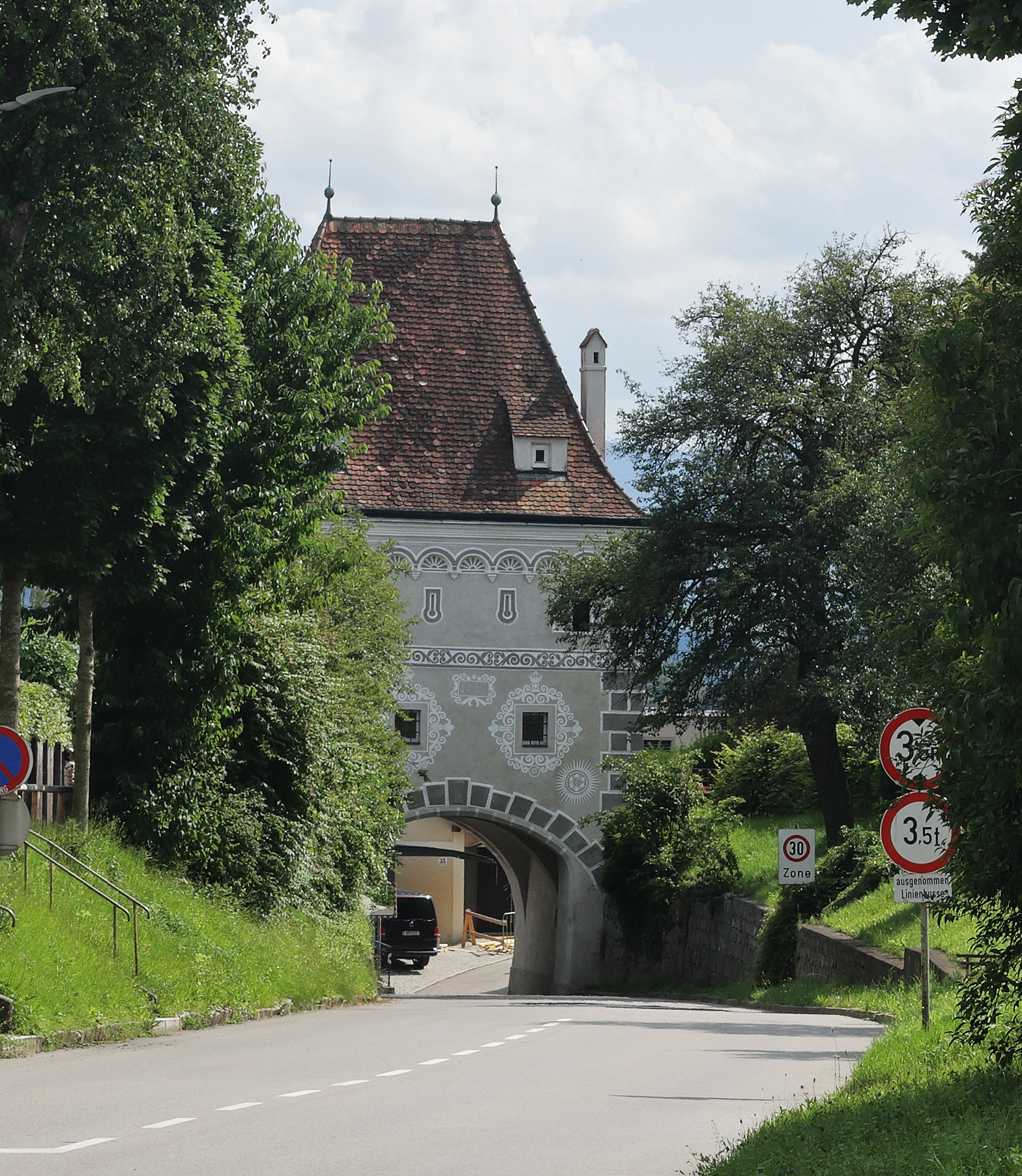
Nordfassade zur Franklin-D.-Roosevelt-Straße (2020)

Das Schnallentor wurde vermutlich in der ersten Hälfte des 16. Jahrhunderts als Teil der Stadtbefestigung in Steyr im Bereich zwischen Steyrdorf und Tabor (heutige Gleinkergasse und Franklin-D.-Roosevelt-Straße) errichtet. Der Sgraffitoschmuck, der dem des Innerberger Stadels ähnelt, stammt aus dem Jahr 1613, darauf verweist eine am Torbau sichtbare Jahreszahl.

## Geschichte und Architektur
„Schnalle“ ist eine Bezeichnung für eine alte Münze. Damit verweist der Name Schnallentor auf den ursprünglichen Zweck als Mautstelle: Wer mit einem Fuhrwerk in die Stadt wollte, musste Pflastermaut bezahlen. Noch heute wird der obere Teil der Gleinkergasse volkstümlich Schnallenberg genannt. Mit 1. Jänner 1920 wurden die Pflaster- und Brückenmauten in Steyr abgeschafft (Beschluss des oberösterreichischen Landtages vom 4. November 1919).
Obwohl der Bau im Obergeschoß mit Schießscharten ausgestattet ist, hatte er wohl nur geringe strategische Bedeutung. Nach der Schleifung der Stadtmauer ab 1857 wurde 1875 auch der Abbruch des Schnallentores gefordert, der Gemeinderat lehnte dies mit geringer Mehrheit ab. Ein neuerlicher Vorstoß 1887 scheiterte, wohl nicht nur wegen der bedeutenden historischen Substanz, sondern auch wegen der darin eingerichteten Wohnungen. Bald darauf (1894) wurde der Bau umfassend erneuert und in ursprünglicher Form wiederhergestellt, dazu gehörten auch die Sgraffiti. Neuerlich instand gesetzt wurden diese 1952. Der heutige Fußweg um das Tor stammt aus dem Jahr 1973. Nachdem 2017 bereits das Fundament des Tores grundlegend saniert wurde, stand 2018 eine Renovierung der Fassade und des Gewölbes am Programm.

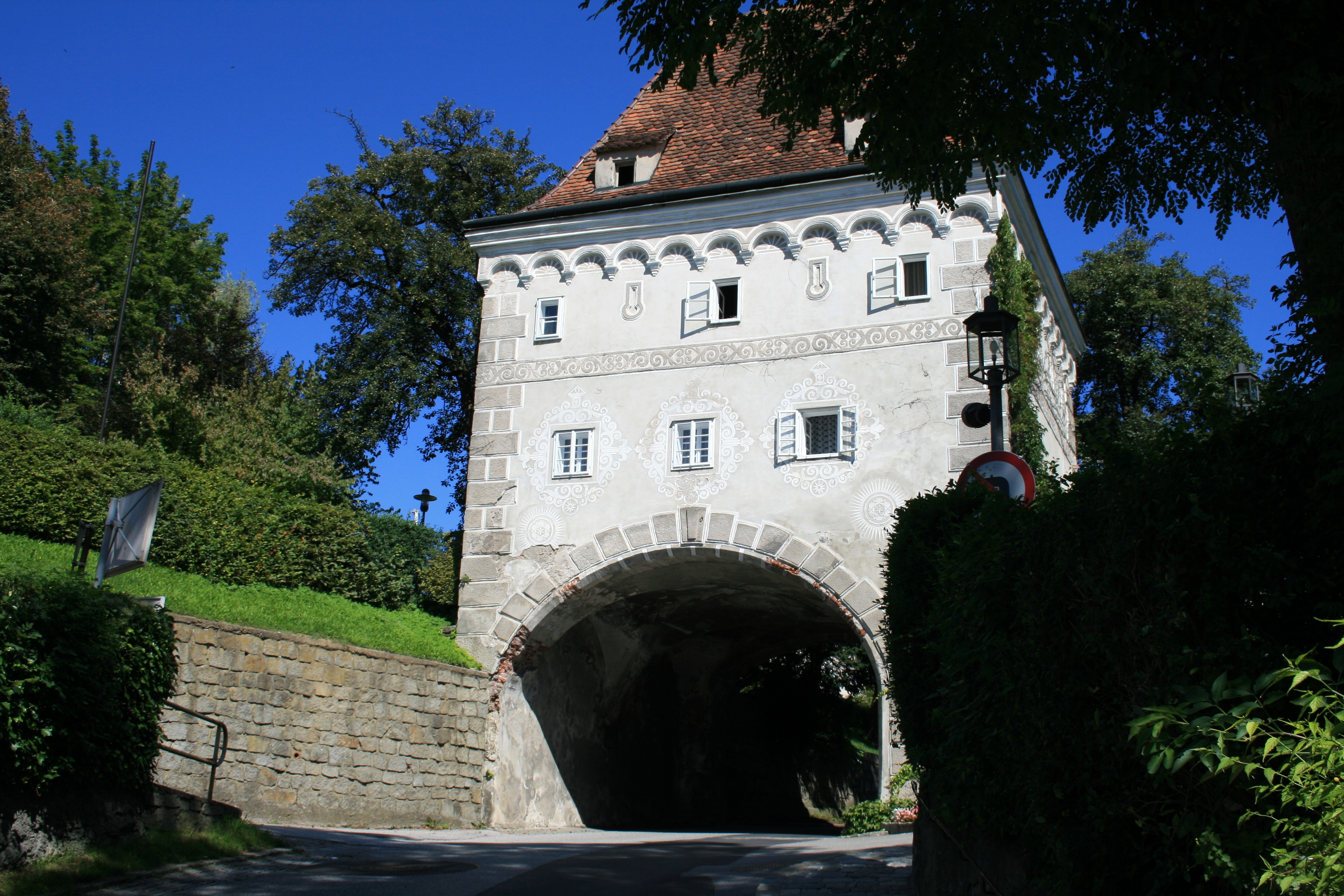
Ansicht der Südfassade vor der Restaurierung (2008)
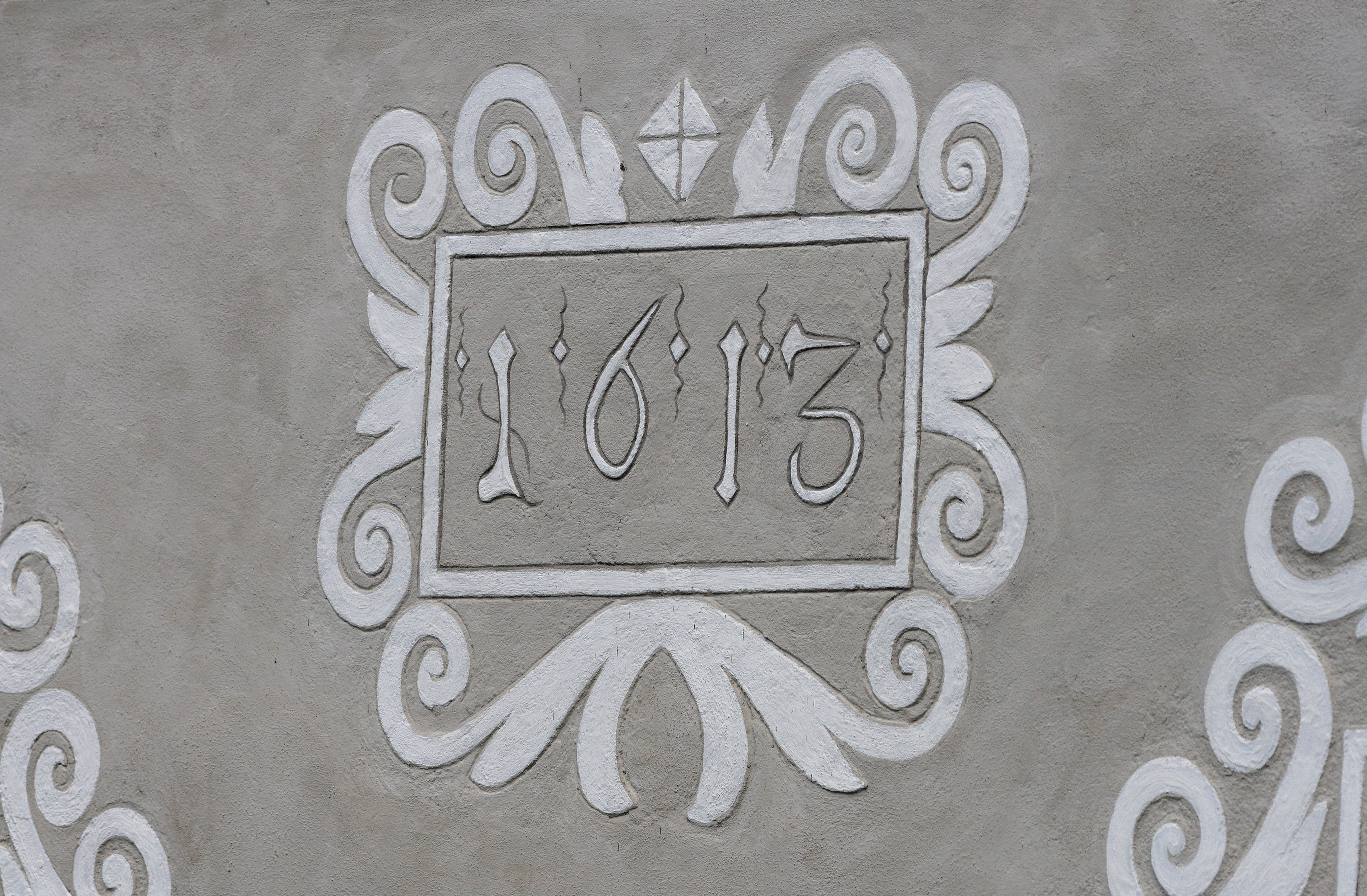
Jahreszahl 1613 auf der Nordfassade
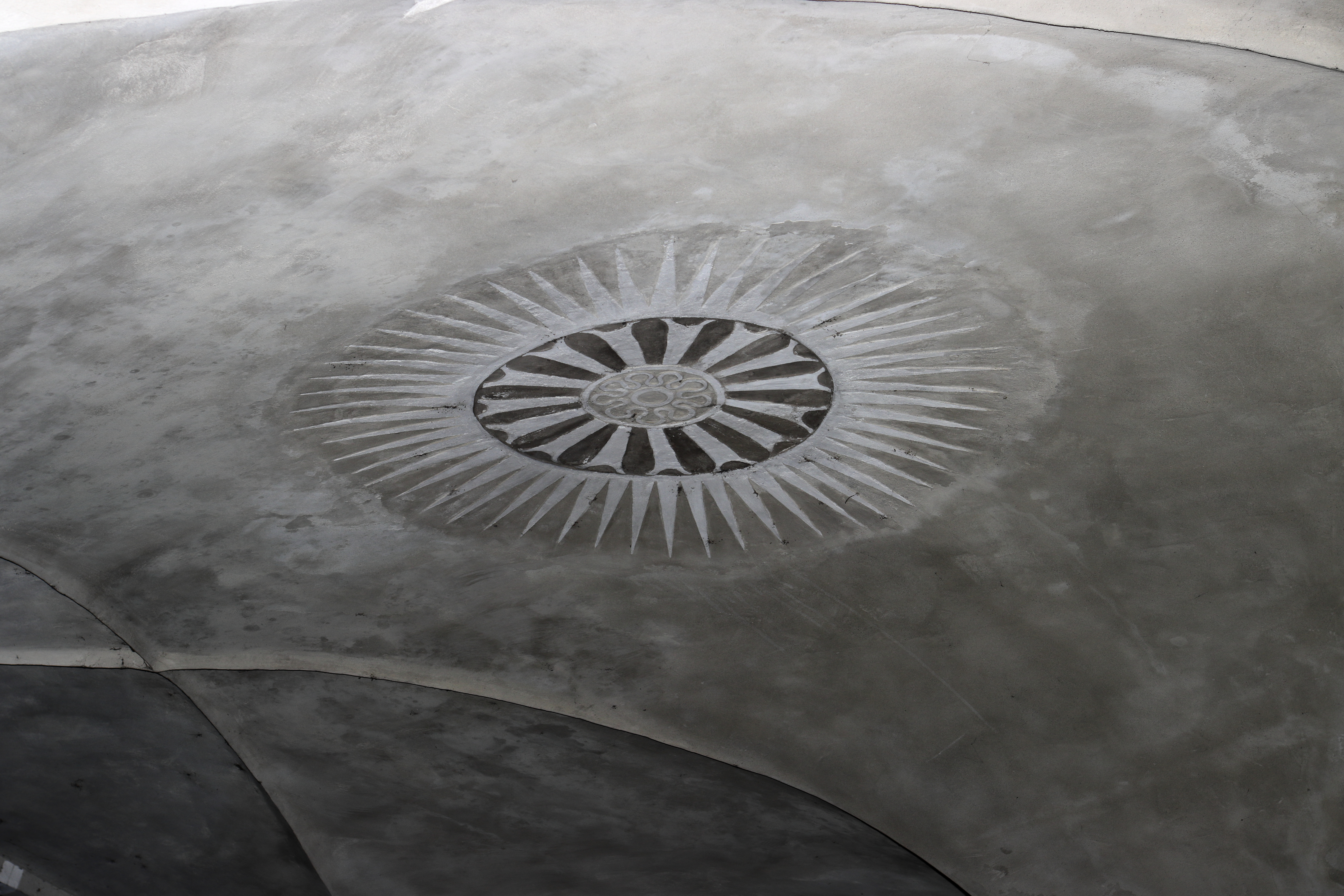
Gewölbedecke des Tor-Durchgangs mit Ornament
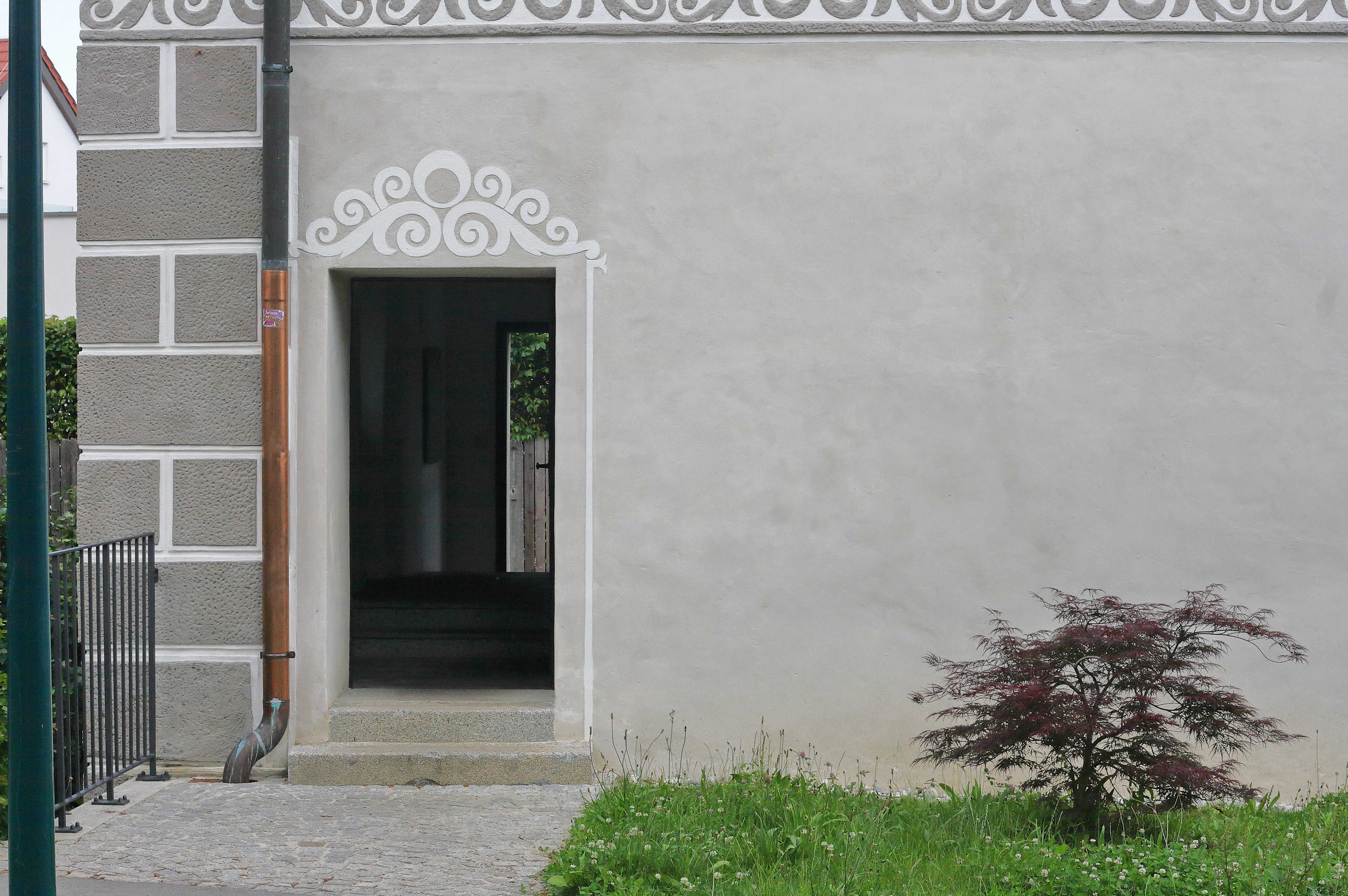
Eingang auf der Westseite
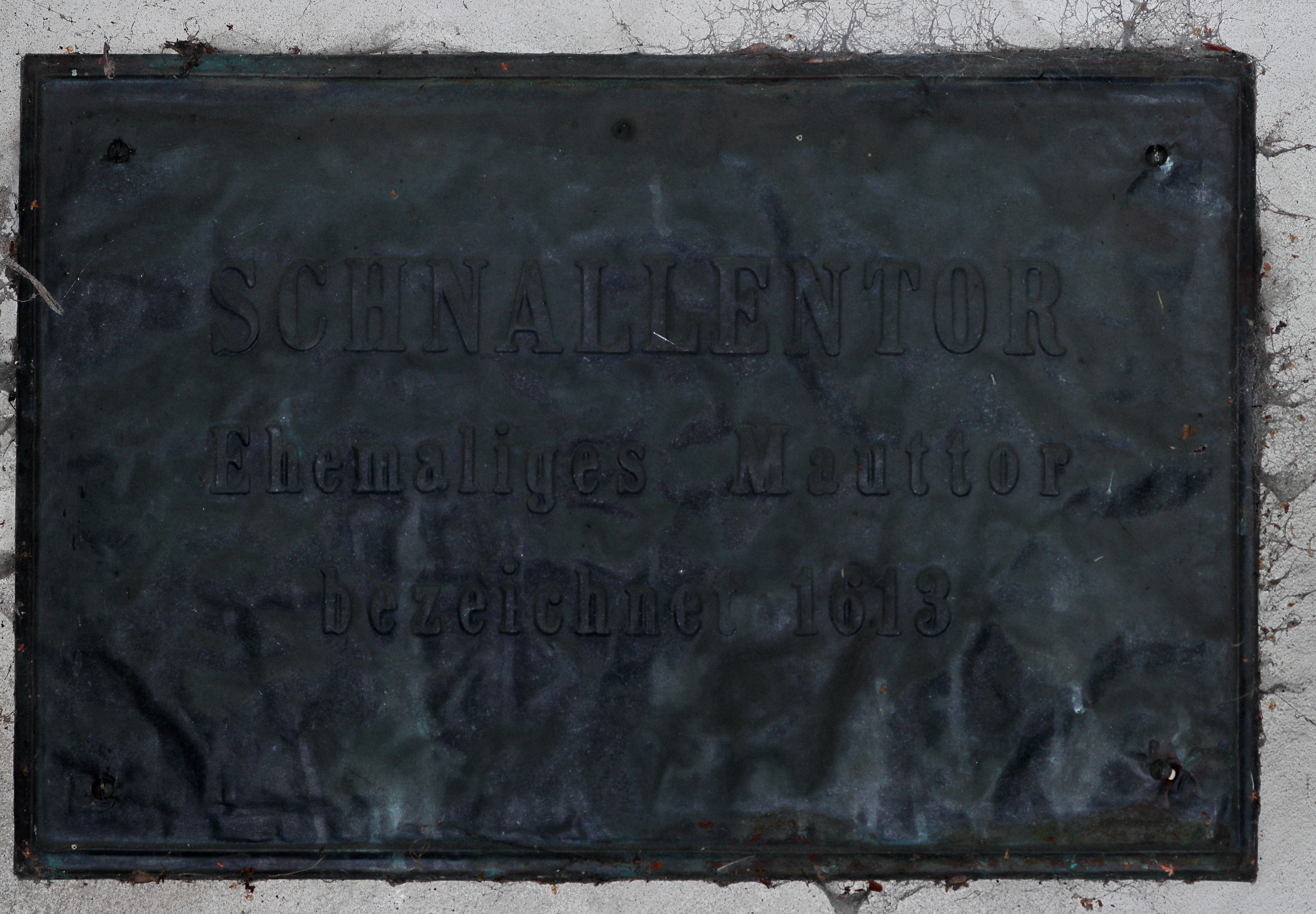
Tafel im Tor-Durchgang (Westseite)
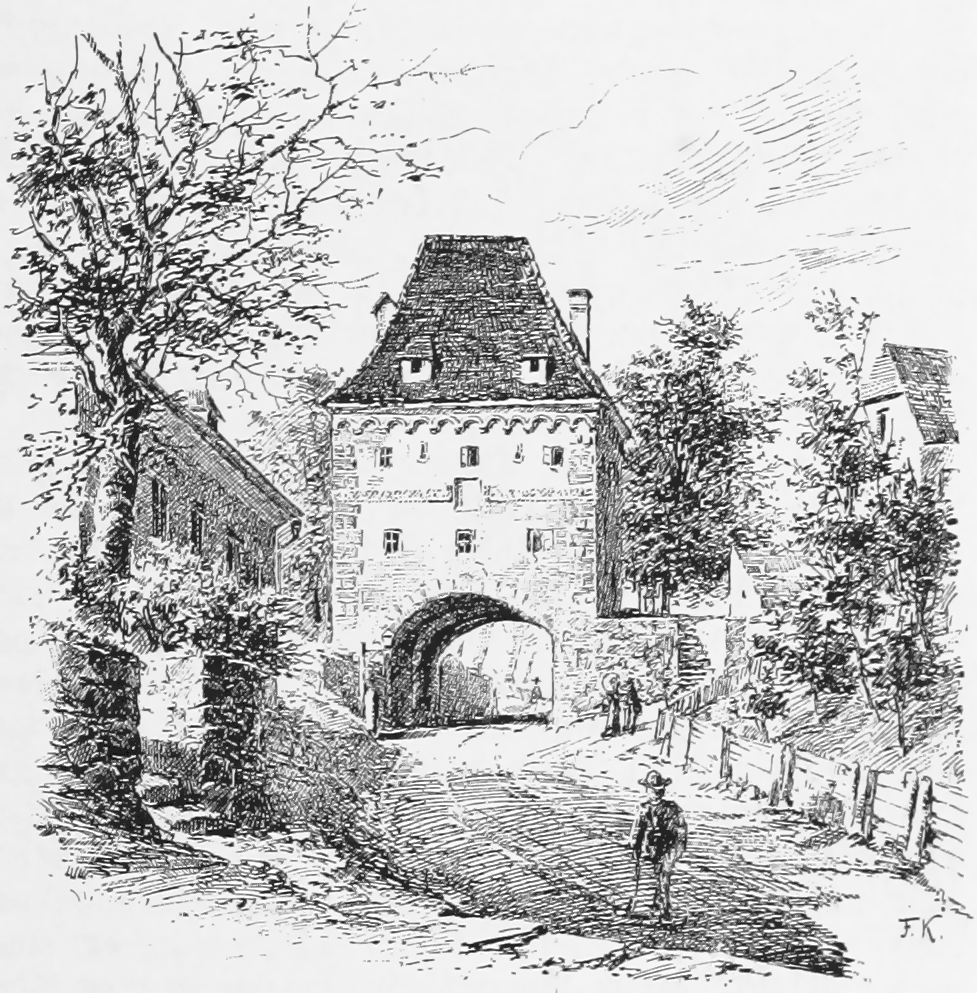
Ansicht der Südfassade mit dem Schnallenberg von spät. 1893

## Weitere Stadttore
Ebenfalls erhalten sind das Neutor und das Kollertor.